# Jan Hendrickx (motorcrosser)
Jan Hendrickx (7 juli 1982) is een Belgisch voormalig motorcrosser.

## Levensloop
Hendrickx werd vijfmaal Belgisch kampioen zijspancross en vijfmaal tweede in de BK-eindstand. Daarnaast werd hij in 2016 wereldkampioen en eindigde hij tweemaal tweede en vijfmaal derde in de WK-eindstand.
In totaal won hij acht grands prix. In 2008 won hij met Smeuninx de GP in het Nederlandse Oss (20/04) en in 2009 won het duo de GP's in het Franse Castelnau (29/03) en het Letse Kegums (9/08) In 2010 wonnen ze de GP's van het Poolse Wschowa (6/06) en het Oekraïense Tsjernivtsi (13/06) en in 2011 wederom in het Nederlandse Oss. en in 2013 won hij met Mucenieks de GP in het Duitse Rudersberg (15/09) en in 2015 en 2016 met Van den Bogaart die in het Estse Kiviõli.
Hij is woonachtig in Wiekevorst en de neef van Joris Hendrickx, eveneens motorcrosser.

## Palmares
- Wereldkampioenschap: 2016
- Wereldkampioenschap: 2007 en 2009
- Wereldkampioenschap: 2008, 2010, 2011, 2013 en 2015
- Belgisch kampioenschap: 2011, 2012, 2014, 2015 en 2016
- Belgisch kampioenschap: 2007, 2008, 2009, 2010 en 2013